# Jornalismo de serviço
Chamam-se Jornalismo de Serviço ou Jornalismo de Utilidade Pública as especializações da profissão jornalística em fornecer informações de utilidade imediata ao leitor, principalmente no que diz respeito a empregos, concursos públicos, imóveis e mercado imobiliário, exercício da cidadania e serviços públicos.
O jornalismo de serviço também é extremamente comum nas editorias de Cultura, em que se divulgam a programação cultural (ou agenda cultural) de uma cidade, indicando horários, endereços, preços e outras informações úteis sobre sessões de cinema, apresentações de peças, shows, exposições, programas de TV e de rádio. Nos jornais e revistas, esta seção costuma ser impressa em letras muito pequenas e com blocos de texto montados lado a lado, fato pelo qual recebe o apelido de tijolinhos.
Por lidar com informações de ordem prática, o jornalismo de serviço exige um grau de precisão muito maior do que as demais especializações.

## Empregos

### Temas
As pautas do Jornalismo de Empregos incluem a cobertura de eventos (greves, demissões, contratações, concursos públicos), as instituições que geram produtos e fatos (empresas, agências de empregos, consultorias de recursos humanos, cooperativas, sindicatos e centrais sindicais), as políticas públicas para a área (Ministério do Trabalho, Ministério da Previdência, secretarias estaduais e municipais do Trabalho) e o dia-a-dia do setor.

### Jornalismo de Empregos no Brasil
As editorias de empregos dos principais jornais diários brasileiros são chamadas de "Empregos" na Folha de S.Paulo, "Boa Chance" em O Globo, "Empregos" no Zero Hora, "Empregos & Negócios" em A Tarde, "Emprego" no Estado de Minas, "Empregos" e "Guia de Profissões e Empreendedorismo" no Diário de Pernambuco e "Trabalho" no Correio Braziliense. O jornal tri-semanal carioca Folha Dirigida é especializado em serviço de empregos, concursos públicos, estágio, cursos, trainee, vestibular, Enem, carreira e profissões, além de um extinto suplemento dominical, "Concursos & Empregos" no Correio da Paraíba.

## Imóveis

### Temas
As pautas do Jornalismo de Imóveis incluem a cobertura de eventos (compras e vendas de terrenos, demolições e implosões de prédios, falências de imobiliárias), as instituições que geram produtos e fatos (imobiliárias, corretoras, construtoras, empreiteiras, incorporadoras), as políticas públicas para a área (Ministério da Habitação, secretarias estaduais e municipais de Habitação, Urbanismo e Obras Públicas) e o dia-a-dia do setor.

### Jornalismo de Imóveis no Brasil
As editorias de imóveis dos principais jornais diários brasileiros são chamadas de "Casa" no JB, "Imóveis" na Folha de S.Paulo, "Morar Bem" em O Globo, "Casa & Cia" no Zero Hora, "Imóveis" no Estado de Minas e "Imóveis" no Diário de Pernambuco.